# マギの贈り物
『マギの贈り物』（マギのおくりもの）は、よしづきくみちによる日本の漫画作品。『グランドジャンプPREMIUM』（集英社）2014年5月号から2015年1月号まで連載された。2015年3月号にも特別読み切りとして『マギの贈り物 Another Gift Story』が掲載されている。話数カウントは「Gift ○」。
オー・ヘンリーの代表作『賢者の贈り物』のストーリーを下敷きに、天ゴクと下界に別れた恋人達のすれ違いを描く。キャッチコピーは「死別（わかれ）から始まるファンタジックラブストーリー」。
2015年2月16日から2月22日までの週間単行本売り上げランキング（COMIC ZIN調べ）では9位にランクインした。

## 登場人物
四季 一（しき だいち）
地質学が好きな冴えない男子。死んだ恋人・明里を忘れないため、思い出の山へ登ろうとする。
外園 明里（ほかぞの あかり）
星空が好きな天文女子。5年前、大学2年の時に事故で命を落とした。自分を忘れてもらうため、天ゴクから一の邪魔をする。

## 書誌情報
- よしづきくみち『マギの贈り物』集英社〈ヤングジャンプ・コミックス〉（2015年2月24日発行、2015年2月19日発売[4]、ISBN 978-4-08-890139-8）

## プロモーション

### プロモーション動画
作者本人が自ら制作したプロモーション動画が2015年2月15日にYouTubeの作者公式チャンネルで、17日には集英社マンガネット公式チャンネルで公開された。ナレーションは中恵光城と村上紀生。

### 番組出演
2015年3月13日、本作のヒロイン・明里が気象キャスター・山岸愛梨をモデルとしていることにちなみ、作者が担当編集とともにSOLiVE24（ウェザーニューズ）にゲストとして生出演した。